# Justin (priimek)
Justin je priimek v Sloveniji, ki ga je po podatkih Statističnega urada Republike Slovenije na dan 1. januarja 2010 uporabljalo 494 oseb.

## Znani nosilci priimka
- Andrej Justin (*1959), arhitekt, industrijski oblikovalec
- Anton Justin (1884—1930/68?), industrialec v Ljubljani (električne naprave)
- Borut Justin (*1938), kanuist (strojnik, informatik)
- Desan Justin (1938—1993), fizik, računalničar
- Franc Justin - Štefan (1919—1945), borec NOB
- Gabrijel (Elko) Justin (1903—1966), slikar, grafik in ilustrator
- Helena Pehani Justin (1875—1953), učiteljica, Cankarjeva mladostna ljubezen
- Ivan Justin (*1930), pravnik
- Janez Justin (1951—2013), pedagog, filozof, teoretični lingvist, semiotik
- Jelena Justin (*1973), muzealka, filozofinja, zgodovinarka, gornica
- Matej Justin (1886—1974), zdravnik, sanitetni polkovnik
- Matjaž Justin (*1966), šahist
- Rajko Justin (1865—1938), botanik, kustos
- Rok Justin (*1993), smučarski skakalec
- Tjaša Justin, arhitektka in notranja oblikovalka